# Führendes System
Als führendes System wird ein System in einem Systemverbund bezeichnet, nach dessen Informationsbestand sich die anderen Systeme richten.
Der Begriff des führenden Systems wird häufig in der Software-Systemintegration verwendet, kann aber auch in anderen Bereichen der Integration verwendet werden. Dafür ist es nicht zwingend erforderlich, dass diese Systeme technisch miteinander verbunden sind. Sie können auch organisatorisch verbunden sein, beispielsweise ein System für die Rechnungserstellung und ein System für die Versandabwicklung. Ein System kann auch eine Aktenablage sein, beispielsweise papierhafte Versandanweisungen mit Adressen. Kerngedanke ist, dass die relevanten Informationen, in obigen Beispielen die Adressangaben (Rechnung und Versand), von mehreren Systemen benötigt werden. Die Informationen können dann redundant (in Kopie) oder als Verweis (zum Beispiel „siehe Rechnung XY“) vorliegen. Als korrekt wird aber nur die Information aus dem, für diese Information, führenden System angenommen.
Der Begriff ist nur sinnvoll, wenn mehrere Systeme betrachtet werden, in denen dieselben Informationen verwendet werden (Beispiel Adressdaten) oder Informationen abgeleitet werden (Beispiel: Versand erst möglich, wenn Rechnung erstellt oder Vorkasse geleistet).
Abhängig von der Information, kann es in einem Systemverbund mehrere führende Systeme geben, das heißt, ein System kann für Information A führend sein, während ein anderes System für eine Information B führend sein kann. Umgekehrt ist aber in der Regel nur ein System führend für eine Information.
Der Begriff des führenden Systems ist aus der Problematik entstanden, in Systemverbünden, in denen eine Information mehrfach vorliegen oder benötigt werden kann, die Informationsquelle zu bestimmen, die zum Beispiel als richtig oder originär angenommen werden kann.
Beispiel: Ein Kunde tätigt eine Bestellung mit Angabe seiner Adresse in einem Webshop (System A). Die Informationen werden in der Datenbank A gespeichert. Im Auftragsbearbeitungssystem (System B) werden diese Daten als ein Auftrag in der Datenbank B erzeugt. Ein Mitarbeiter der Auftragsbearbeitung erkennt einen Fehler in der Adresse, prüft die Adresse und korrigiert sie in System A. Hier liegt ein Unterschied der Daten in Datenbank A und Datenbank B vor. Ein weiteres System kann dem Versand dienen (System C). An dieser Stelle muss bereits geklärt sein, welches System (A oder B oder C) führend ist. Bezieht C seine Daten aus A oder B?
„Führendes System“ ist das in der Praxis am häufigsten verwendete Verfahren für die Stammdatenverteilung: Eines der bestehenden Systeme wird als führendes System für eine Stammdatenklasse definiert und ist damit Ausgangspunkt für die Verteilung an die anderen Systeme, die asynchron entweder im Push- oder im Pull-Verfahren erfolgen kann. Das erstmalige Anlegen der Stammdaten geschieht im führenden System mit den dort vorhandenen Attributen.